# Municipio de Limestone (condado de Union)
El municipio de Limestone (en inglés: Limestone Township) es un municipio ubicado en el condado de Union en el estado estadounidense de Pensilvania. En el año 2000 tenía una población de 1.572 habitantes y una densidad poblacional de 29.5 personas por km².

## Geografía
El municipio de Limestone se encuentra ubicado en las coordenadas 40°52′29″N 76°59′58″O / 40.87472, -76.99944.

## Demografía
Según la Oficina del Censo en 2000 los ingresos medios por hogar en la localidad eran de $43,646 y los ingresos medios por familia eran $47,240. Los hombres tenían unos ingresos medios de $31,855 frente a los $21,250 para las mujeres. La renta per cápita para la localidad era de $18,117. Alrededor del 5,4% de la población estaban por debajo del umbral de pobreza.